# Kamieniec (Grodzisk Wielkopolski)
Pour les articles homonymes, voir Kamieniec.
Kamieniec (prononciation : [kaˈmjɛɲɛt͡s]) est un village de Pologne, situé dans la voïvodie de Grande-Pologne. Elle est le chef-lieu de la gmina de Kamieniec, dans le powiat de Grodzisk Wielkopolski.
Il se situe à 11 kilomètres au sud-est de Grodzisk Wielkopolski (siège du powiat) et à 41 kilomètres au sud-ouest de Poznań (capitale régionale).

## Histoire
De 1818 à 1920, Kaminiec fait partie de l'arrondissement de Kosten puis à partir de 1887, de l'arrondissement de Schmiegel dans le district de Posen au sein de la province de Posnanie.
De 1975 à 1998, Kamieniec faisait partie du territoire de la voïvodie de Poznań.

Depuis 1999, le village fait partie du territoire de la voïvodie de Grande-Pologne.